# Mugam sinfónico
El mugam sinfónico es un género del mugam.

## Historia
El mugam sinfónico fue creado en 1948 por el compositor azerbaiyano Fikrat Amirov. El primer mugam sinfónico es "Shur" de Fikrat Amirov. Este género se base en los materiales de la música de mugam y los características de composición.
El carácter principal del mugam sinfónico es la conservación del principio de elevación gradual, de la línea dramatúrgica, de la estructura de composición, al mismo tiempo fueron aplicadas las elaboraciones sinfónicas en el desarrollo de la melodía de mugam, los métodos vivos de orquesta.
Michelle Kwan, la campeona mundial de patinaje sobre hielo de los EE. UU., utilizó la obra sinfónica "Gulustan Bayati-Shiraz" en su programa de patinaje "Taj Mahal" en 1996.